# GLFW
GLFW 是配合 OpenGL 使用的轻量级工具程序库，缩写自 （图形库框架）。GLFW 的主要功能是创建并管理窗口和 OpenGL 上下文，同时还提供了处理手柄、键盘、鼠标输入的功能。